# 克雷楚列斯庫教堂

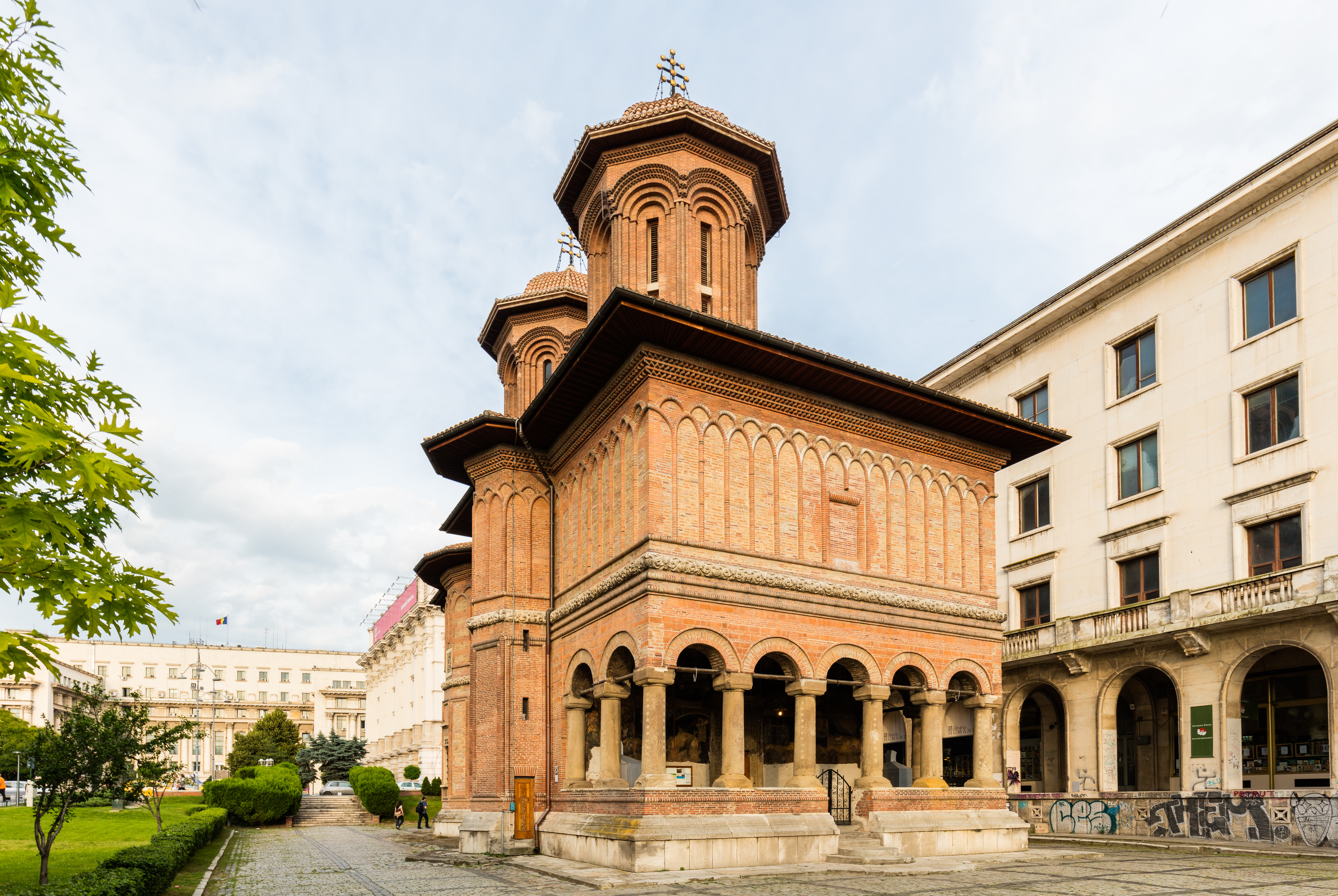
克雷楚列斯庫教堂

克雷楚列斯庫教堂（羅馬尼亞語：Biserica Kretzulescu）是羅馬尼亞布加勒斯特市中心的一座東正教教堂，位於勝利大道上，和國立羅馬尼亞藝術博物館相鄰。教堂修建於1720年至1722年期間。1940年地震時教堂受損，在1942年至1943年期間得到修復。之後在共產主義政權初期教堂曾面臨柴吃危機，但在建築家的努力下得到保存。

## 外部連結
- "Places to visit in Bucharest - Cretulescu Church"

44°26′17.11″N 26°5′47.90″E / 44.4380861°N 26.0966389°E